# Madestein
Madestein is een recreatiegebied in het zuidwesten van Den Haag op het grondgebied van de vroegere Oostmadepolder en Zwarte-polder, tegenover Loosduinen. In 1969 is begonnen met het aanleggen ervan. Madestein grenst aan de Monsterseweg, de Lozerlaan, de Orberlaan (gemeentegrens Den Haag met Westland) en voor een deel aan het water van de Booma en de Nieuwe Vaart aan de Boomaweg. Het ligt in de wijk Kraayenstein en grenst aan de wijk Kijkduin en Ockenburgh, de wijk Bouwlust en Vrederust en Monster. Samen met recreatiegebied Ockenburgh en recreatiegebied De Uithof vormt het een grote groenstrook in Den Haag-Zuidwest.
Madestein heeft landschappelijke en archeologische waarde. Er zijn vondsten gedaan uit het Neolithicum, de Bronstijd en de IJzertijd. Op het terrein zijn funderingen gevonden van een boerderij uit de 15e eeuw en een Steenhuis of stenen kamer uit de 13e eeuw. Dit stenen bouwwerk werd voor het eerst vermeld in 1281 en was eigendom van de familie De Camp, nazaten van de ambachtsheren van Monster. Na afbraak in 1973 van de bouwvallige boerderij aan de Monsterseweg zijn de funderingen van de stenen kamer opgemetseld en voor het publiek blijvend zichtbaar gemaakt.
In het gebied ligt het Heempark H.J. Bos, een educatief park dat bedoeld is om de begroeiing van de verschillende soorten duingebieden te reconstrueren. 
Het gebied ligt op korte loopafstand van het eindpunt van tramlijn 2, en is ook met twee streekbuslijnen bereikbaar.